# Christus Dominus
Christus Dominus (с лат. — «Христос Господь») — декрет Второго Ватиканского собора Католической церкви. Полное название — Декрет о пастырском служении епископов в Церкви «Christus Dominus». Утверждён папой Павлом VI 28 октября 1965 года, после того как он был одобрен на соборе. За финальный вариант документа высказалось 2 319 участников собора, против — 2. Своё название получил по принятой в католицизме практике по своим двум первым словам.
Декрет Christus Dominus — один из девяти декретов Второго Ватиканского собора. Он посвящён епископскому служению в Церкви.

## Структура
Декрет состоит из 44 статей, объединённых в 3 главы, предваряемых вступлением и завершаемых общим поручением:
1. Вступление (статьи 1-3)
2. О Епископах относительно всей Церкви в целом (статьи 4-10)
  1. Роль Епископов относительно всей Церкви в целом (статьи 4-7)
  2. Епископы и Апостольский Престол (статьи 8-10)
3. О Епископах относительно отдельных Церквей, или диоцезов (статьи 11-35)
  1. Диоцезные Епископы (статьи 11-21)
  2. Об определении границ диоцезов (статьи 22-24)
  3. Сотрудники диоцезного Епископа в пастырском служении (статьи 25-35)
4. О Епископах, сотрудничающих ради общего блага нескольких Церквей (статьи 36-43)
  1. Синоды, Соборы и особенно Конференции Епископов (статьи 36-38)
  2. Границы церковных провинций и учреждение церковных регионов (статьи 39-41)
  3. Епископы, исполняющие междиоцезное служение (статьи 42-43)
5. Общее поручение (статья 44)

## Содержание
Декрет подробно описывает роль епископов, клириков высшей степени священства, в Церкви. Три части декрета открывают с разных сторон смысл епископского служения. Первая глава описывает общее значение епископов в Церкви, а также их связь со Святым Престолом. Вторая глава посвящена епископам, возглавляющим епархии (диоцезы); в ней описываются задачи и обязанности епископа по отношению к верным епархии, которой он руководит. Во второй главе также описываются обязанности различных людей и структур епархии, касающиеся помощи епископу: епископов-коадъюторов и епископов-помощников, курии, диоцезных советов, всего диоцезного клира и монашествующих. Наконец, третья глава посвящена более глобальным структурам по сравнению с епархией — митрополиям, епископским конференциям — структурам, в рамках которых епископы призваны сотрудничать ради блага Церкви.
А сами Епископы, поставленные Святым Духом, наследуют место Апостолов как душепастыри, и вместе с Верховным Понтификом, но под его началом, они посланы, чтобы увековечить дело Христа, вечного Пастыря. Ибо Христос дал Апостолам и их преемникам заповедь и власть учить все народы, освящать людей в истине и пасти их. Поэтому через данного им Святого Духа Епископы стали истинными и полновластными учителями веры, первосвященниками и пастырями.